# Witkowice (Ostrawa)
Witkowice (cz. Vítkovice, niem. Witkowitz) – jeden z 23 obwódów miejskich Ostrawy, w kraju morawsko-śląskim w Czechach. Leży na lewym brzegu rzeki Ostrawicy, w morawskiej części miasta. 
Dzielnica ma powierzchnię 648,2 ha i obejmuje dwie gminy katastralne:
- Vítkovice – położona we wschodniej części dzielnicy, ma powierzchnię 515,23 ha[1] i obejmuje obszar historycznych Witkowic;
- Zábřeh-VŽ – położona w zachodniej części dzielnicy, ma powierzchnię 132,97 ha[2] i obejmuje wschodnią część dawnej gminy Zabrzeg (Zábřeh) nad Odrą;

## Demografia[3]
| Rok             | 1869 | 1880 | 1890  | 1900  | 1910  | 1921  | 1930  | 1950  | 1961  | 1970  | 1980 | 1991 | 2001 |
| --------------- | ---- | ---- | ----- | ----- | ----- | ----- | ----- | ----- | ----- | ----- | ---- | ---- | ---- |
| Liczba ludności | 1677 | 2591 | 10294 | 19123 | 23151 | 27358 | 25820 | 20774 | 18907 | 10116 | 9555 | 7292 | 7518 |

## Historia
Pierwsza pisemna wzmianka pochodzi z 1357. Początkowo była to rolnicza wioska, po 1828 roku wysoce uprzemysłowiona dzięki budowie huty stali. Od tego czasu wieś stała się ważnym centrum przemysłowym w regionie. W następnych latach huta została zakupiona przez Salomona Rothschilda i dalej rozbudowywana.
Według austriackiego spisu ludności z 1900 w 511 budynkach mieszkalnych w Witkowicach na obszarze 436 hektarów mieszkało 19123 osób. co dawało gęstość zaludnienia równą 4386 os./km², z tego 17755 (92,8%) mieszkańców było katolikami, 646 (3,4%) ewangelikami, 716 (3,7%) wyznawcami judaizmu a 6 innej religii lub wyznania, 7898 (41,3%) było niemiecko-, 7677 (40.1%) czeskojęzycznymi a 2519 (13.2%) posługiwało się innymi językami.
W Witkowicach urodziła się bł. s. Maria Antonina Kratochwil SSND.
Witkowice uzyskały prawa miejskie w 1908 roku, a częścią Ostrawy stały się w 1924.

## Zabytki
Najważniejszym zabytkiem Witkowic jest neogotycki kościół św. Pawła z lat 1880–1886, ratusz witkowicki z lat 1901–1902. Część dawnej Huty Witkowice jest uznana za zabytek myśli technicznej.

## Sport
Klub piłkarski FC Vítkovice ma siedzibę w tej części miasta. Klub hokejowy HC Vítkovice znajduje się w pobliżu, ale w innej części, pomimo swojej nazwy.